# Грабчак, Леонид Георгиевич
Леонид Георгиевич Грабчак (26 ноября 1939, Москва, РСФСР — 23 августа 2016, Москва, Российская Федерация) — советский и российский учёный-геолог, ректор РГГРУ (1988—2007), доктор технических наук, академик РАЕН.

## Биография
В 1962 г. окончил факультет техники разведки месторождений полезных ископаемых Московский геологоразведочный институт (РГГРУ).
Кандидат технических наук (1966), доктор технических наук (1975).
С 1964 г. — на кафедре горного дела Московском геологоразведочном институте: ассистент, доцент (1970), профессор (1975).
С 1975 г. — декан факультета техники разведки, с 1980 г. — проректор по Учебной работе.
С 1988 по 2007 гг. — ректор РГГРУ, одновременно с 1988 г. — заведующий кафедры горного дела.
Специалист по технике и технологии месторождений полезных ископаемых.
Основатель научной школы по совершенствованию технологии бурения выработок большого диаметра.
Автор более чем 270 научных работ, 32 изобретений. Главный редактор журнала «Геология и разведка».
Похоронен на Хованском кладбище Москвы.

## Награды и звания
- Орден Трудового Красного Знамени
- Орден «За заслуги перед Отечеством» IV степени (1998)
- Орден «За заслуги перед Отечеством» III степени (2002)
- Заслуженный деятель науки и техники РСФСР
- Почётный разведчик недр
- Медаль «За трудовую доблесть»
- Орден «Польза, честь и слава»
- Медаль «За заслуги в деле возрождения науки и экономики России» (РАЕН)
- Медаль «За заслуги в разведке недр»